# 竹内芳郎
竹内 芳郎（たけうち・よしろう　1924年7月22日 - 2016年11月19日）は、日本の哲学者。専攻は西洋哲学。討論塾主宰。元國學院大學教授。

## 略歴
岐阜県出身。在学中に応召、1952年東京大学文学部哲学科卒。1955年國學院大學専任講師、1960年助教授、1967年教授、1991年退職。

## 思想
現実が突きつけてくる課題に対応する思想を提示し、現代世界におけるアクチュアルな問題に対して発言し続けている哲学者である。
また、サルトル、メルロ＝ポンティの著作の紹介者としても知られている。
中国文化大革命に際しては、『展望』1967年11月号「文化大革命の思想的意義 マルクス主義の視点より」で文化大革命を絶賛したことで知られる。
終戦後ニーチェ、ベルクソン、ジャン＝マリー・ギュイヨー等の生の哲学を出発点として、その後サルトル、メルロ＝ポンティの現象学の成果を取り入れて、「具体的経験」を理論装置とする独自の現象学的存在論を形成した。また、既成のマルクス主義を批判検証し、現象学的存在論を取り入れた独自のマルクス主義理論を提示した。
1970年代に入ると、全共闘運動、大学闘争の挫折を背景にして、『言語・その解体と創造』（1971年、筑摩書房）を執筆し、ソシュール以降の欧米の静態的な構造主義的言語理論を批判し、言語の階層化及び流動化に基づくコミュニケーションの再構築を模索した独自の言語論を展開した。
そのような言語論（文化論）もふまえつつ、独自のマルクス主義理論を集大成したものが『国家と文明～歴史の全体化理論序説～』（1975年、岩波書店）である。この中で竹内はマルクス主義の現代的再生をめざして史的唯物論の透徹した批判的再構成を行うとともに、『資本論』に対する彼自身の読み取りを総括している。また、マルクス主義の国家論を再構築することによって直接民主主義の理論を明確化し、当時の反公害闘争の意義と課題に注目しながら「文明転換と支配の廃絶」への展望を示した。
その後の『文化の理論のために』（1981年、岩波書店）では、上述の言語論を踏まえて、視野を広く記号領域にまで拡大し、同様に構造主義以降の欧米の現代思想を批判しつつ、人間の文化現象を独自の記号学的方法により解明した。竹内は、人間と動物との不連続性を明らかにし、動物の生態の視点から人間の文化の特性を照射する「野獣の光学」といった方法により、戦乱と大量虐殺に明け暮れた人類の歴史の根底に潜む人間の狂気性（Homo demens）を浮き彫りにした。そして、人類に危機をもたらすまでに行き詰まった文明の崩壊を回避するためには、人間の文化の根底にある想像力と人間社会を動かすカオスとコスモスの弁証法に着目し、人間の生活の隅々に渡って価値観の記号学的転換作業を行う必要があると主張した。
さらに、『意味への渇き―宗教表象の記号学的考察』（1988年、筑摩書房）では、竹内は上述の文化論の成果を踏まえて、記号学的方法を用いて、人類史上現れた原始宗教、国家宗教及び普遍宗教を幅広く分析し、ゾロアスター教、仏教、儒教、道家思想、キリスト教、イスラム教などの普遍宗教に見られる「開いた宗教」（ベルグソン）としての歴史的意義を高く評価した。竹内によれば、世界各地で生じた普遍宗教は、戦乱等で社会が解体し、自らが属していた共同体から投げ出され、超越的な存在（超越性の原理）の前にただ一人立たされた裸形の人間が裸形のままで、平等に価値を有するという普遍的な人権思想を原初的な形で人類にもたらしたものであり、その意味で社会変革、社会の民主化と深くつながるものであるとした。そして竹内は、この普遍宗教に共通して見られる「超越性の原理」の視点から、我が国の天皇制について、日本人特有の集団同調主義を特徴とする宗教表象「天皇教」と規定し、徹底的に批判した。
また、1980年代に、竹内はこれらの成果を踏まえて、『具体的経験の哲学』（1986年、岩波書店）においては、レヴィ＝ストロース、フーコー、デリダ、ルネ・ジラール等の構造主義またはポスト構造主義思想を厳しく批判し、思想の商品化に終始するポストモダンの限界を提示した。また、『ポスト＝モダンと天皇教の現在』（1989年、筑摩書房）においては、そのような欧米（ことさらフランス）の流行思想について真摯な検証を怠り単に鸚鵡返しに翻訳、紹介するか、タコツボ化したアカデミズム内の業績作りに専念する日本の思想界及び言論界のあり方について、集団同調主義的な日本人の思考形態の根底にある天皇教とともに痛烈に批判しており、そのような思想状況を乗越えるための方法として、「超越性の原理」に基づく＜討論＞による普遍的な真理の探究を提案した。
1989年以降は、思想界、言論界からは身を引き、＜討論＞による思想形成を通じて民主主義を学習していく場として「討論塾」を開設し、死の直前まで討論塾における活動を通じて、民主主義、人権論、マルクス主義、天皇制などにかかわる多彩な理論形成を行った。。

## 著書
- 『サルトル哲学序説』（河出書房、1956、盛田書店、1966、筑摩書房：筑摩叢書、1972）
- 『実存的自由の冒険』（現代思潮社、1963、季節社、1975）
- 『サルトルとマルクス主義』（紀伊國屋書店、1965）
- 『イデオロギーの復興』（筑摩書房、1967）
- 『文化と革命』（盛田書店、1969、第三文明社、1979）
- 『国家の原理と反戦の論理』（現代評論社、1969）
- 『言語・その解体と創造』（筑摩書房、1972、増補版1985）
- 『国家と民主主義』（現代評論社、1975）
- 『国家と文明　歴史の全体化理論序説』（岩波書店、1975）
- 『課題としての〈文化革命〉』（筑摩書房、1976）
- 『現代革命と直接民主制』（第三文明社、1976）
- 『マルクス主義の運命』（第三文明社、1980）
- 『文化の理論のために』（岩波書店、1981）
- 『具体的経験の哲学』（岩波書店、1986）
- 『意味への渇き』（筑摩書房、1988）
- 『ポスト=モダンと天皇教の現在』（筑摩書房、1989）
- 『天皇教的精神風土との対決』（三元社、1999）
- 『竹内芳郎著作集 第1巻』（閏月社、2021）

サルトル哲学序説／実存的自由の冒険
- 『第2巻』（閏月社、2023）、続刊予定

サルトルとマルクス主義／イデオロギーの復興／マルクス主義の運命

### 編著
- 『サルトルの全体像 日本におけるサルトル論の展開』鈴木道彦共編（ぺりかん社、1966、新泉社、1969）
- 『現代革命の思想6　高度資本主義国の革命』編（筑摩書房、1972）
- 『現代革命の思想7　文化と革命』編（筑摩書房、1974）
- 『討論 野望と実践』編著 閏月社 2013
- 『竹内芳郎 その思想と時代』池上聡一編（鈴木道彦・海老坂武監修）閏月社 2023

### 訳書
- ベルグソン『夢について』（河出書房、1954）
- ベルグソン『時間と自由』（河出書房、1955）
- サルトル『哲学論文集』（人文書院、1957）
- サルトル『弁証法的理性批判1』（人文書院、1962）
- メルロー＝ポンティ『知覚の現象学』1・2（小木貞孝、木田元,宮本忠雄共訳 みすず書房、1967、1974）
- メルロー＝ポンティ『シーニュ』1・2（みすず書房、1969、1970）
- メルロ=ポンティ『人間の科学と現象学』木田元, 滝浦静雄共訳 みすず書房 2001
- メルロ・ポンティ『言語の現象学』木田元, 滝浦静雄共訳 みすず書房 2002